# Aligot d'Archer
L'aligot d'Archer (Buteo augur archeri; syn: Buteo archeri) és un tàxon d'ocell de la família dels accipítrids (Accipitridae). sovint és considerat una subespècie de Buteo augur. Habita estepes de les terres altes del nord de Somàlia.

## Taxonomia
El Congrés Ornitològic Internacional en la revisió de la seva llista mundial d'ocells (versió 12.2, juliol 2022) deixà de considerar aquest tàxon com a espècie de ple dret i el dregadà al nivell de subespècie o morfo rogenc de l'aligot augur. Anteriorment, altres obres taxonòmiques, com el Handook of the Birds of the World i la quarta versió de la BirdLife International Checklist of the birds of the world (Desembre 2019), ja el consideraven com una subespècie de l'aligot augur.